# Nicholas Ridley (baron Ridley de Liddesdale)
Ne doit pas être confondu avec l'évêque et martyr anglais du XVIe siècle Nicholas Ridley.
Nicholas Ridley, baron Ridley de Liddesdale, (17 février 1929 - 4 mars 1993) est un homme politique conservateur britannique et un ministre du gouvernement. En tant que président du groupe Selsdon, au sein du Parti conservateur, il est étroitement lié à Margaret Thatcher et est l'un de ses ministres d'État au ministère des Affaires étrangères et du Commonwealth en 1979. Responsable des îles Falkland, il tente de résoudre le problème de souveraineté de longue date avec l'Argentine, qui a détecté la réticence de la Grande-Bretagne à défendre le territoire, puis l'a envahi.
En tant que secrétaire d'État aux Transports, Ridley joue un rôle clé dans la constitution de stocks de charbon avant la Grève des mineurs britanniques de 1984-1985, qui aide le gouvernement à vaincre le Syndicat national des mineurs (NUM). En tant que secrétaire d'État à l'Environnement, Ridley s'oppose à un développement de logements à loyer modique près de sa propre propriété, ce qui lui a valu le titre de « NIMBY » («Not in My Back Yard»). Il est également responsable de l'introduction de la Poll tax (officiellement connue sous le nom de taxe communautaire), qui est l'un des principaux facteurs ayant conduit à la démission de Thatcher en 1990. Il est créé pair à vie en 1992.

## Jeunesse et formation
Il est le deuxième fils de Matthew White Ridley (3e vicomte Ridley), et d'Ursula Lutyens, fille de l'architecte Edwin Lutyens. Son frère aîné est Matthew White Ridley (4e vicomte Ridley). Il fait ses études à West Downs School, Winchester, Collège d'Eton et Balliol College, Oxford, où il obtient un troisième en modération mathématique en 1947 et un diplôme de deuxième classe en sciences de l'ingénieur en 1951.
Ridley est lieutenant dans le 1er bataillon du Loyal Regiment en 1947 et plus tard capitaine de l'armée territoriale dans le Northumberland Hussars Yeomanry. Il est ensuite devenu ingénieur civil et chef d'entreprise.

## Carrière politique, 1955-1979
Aux élections générales de 1955, Ridley se présente sans succès au siège travailliste sûr de Blyth. Il est élu député de Cirencester et Tewkesbury aux élections de 1959. Il est nommé secrétaire parlementaire privé en 1962 et, à partir de 1964, il est membre du comité spécial avant de rejoindre le banc avant. En 1973, il cofonde le groupe Selsdon, qui s'oppose à l'abandon du manifeste radical de 1970 par Edward Heath. Il clôt son discours d'ouverture lors du lancement du groupe en citant les "Ten Cannots" de William JH Boetcker, ajoutant qu'ils "pourraient bien devenir le principe directeur du groupe Selsdon" . Les membres du groupe sont considérés comme déloyaux à l'époque, mais leurs idées ont pris de l'importance pendant les années Thatcher.

## Au gouvernement, 1979–1990
Lorsque les conservateurs reviennent au pouvoir aux élections générales de 1979, Ridley est nommé au nouveau gouvernement conservateur comme ministre d'État au ministère des Affaires étrangères et du Commonwealth. A ce poste, il s'est vu confier la responsabilité de la politique concernant les îles Falkland, position dans laquelle, selon Patrick Cosgrave, il ne s'est pas bien acquitté et "a sérieusement mal interprété les intentions du gouvernement argentin". Sa première visite dans les îles a lieu en juillet 1979, après quoi le ministère des Affaires étrangères a examiné les options, étant donné que l'idée de la "forteresse des Malouines" était jugée irréalisable pour des raisons de coût - la Grande-Bretagne ne pouvait pas se permettre de maintenir une présence militaire suffisamment puissante sur les îles pour dissuader une invasion.
Ridley tient une réunion secrète et informelle avec son homologue argentin Carlos Cavandoli en septembre 1980, et les deux parties ont largement convenu d'un accord de «cession-bail» en vertu duquel la souveraineté nominale serait donnée à l'Argentine mais l'administration britannique serait maintenue pendant un nombre fixe d'années, probablement 99, jusqu'à la remise finale, avec une coopération au développement économique des îles et à l'exploitation des ressources halieutiques et pétrolières potentielles. La réunion a lieu dans un hôtel de village à dix miles de Genève, en Suisse, sous le prétexte de vacances pour Ridley et sa femme, afin d'éviter les attaques parlementaires et médiatiques . Ridley est retourné aux îles en novembre pour tenter de persuader les insulaires d'accepter la proposition, mais ils n'étaient pas convaincus, et alors qu'il quitte les insulaires, ils lui ont crié des insultes en jouant un enregistrement de " Rule, Britannia!". De même, le Parlement accueille les propositions de manière hostile, soulignant que les Britanniques ne devaient pas être transférés, contre leur gré, sous le contrôle d'une junte militaire argentine qui a commis de multiples violations des droits de l'homme . Face à cette opposition, le gouvernement conservateur réitére une fois de plus que les souhaits des insulaires sont «primordiaux».
En février 1981, avec le soutien des conseillers des îles, le gouvernement britannique rencontre des représentants argentins à New York, mais la proposition britannique de gel de la souveraineté est rejetée par la junte. Les rapports des services de renseignement britanniques ont continué de suggérer que l'Argentine n'envahirait les îles que si elle était convaincue qu'il n'y avait aucune perspective de transfert éventuel de souveraineté.
Ridley indique que la cession-bail reste la seule solution possible et recommande que la Grande-Bretagne lance une campagne de communication pour persuader les insulaires. La proposition est rejetée par Peter Carington qui estime que toute tentative de faire pression sur les insulaires serait contre-productive. Cependant, l'effet cumulatif des négociations de souveraineté bloquées, le British Nationality Act 1981 (qui priverait de nombreux insulaires de leurs droits en tant que citoyens britanniques à part entière), le retrait annoncé du HMS Endurance, l'abandon des plans de reconstruction de la caserne de la Royal Marine à Moody Brook et la fermeture proposée de la base British Antarctic Survey à Grytviken en Géorgie du Sud, ont convaincu l'Argentine que la Grande-Bretagne n'avait aucun intérêt pour les îles Falkland. L'Argentine envahit les îles en avril 1982, commençant la guerre des Malouines, mais est repoussée en juin de cette année, les îles restant aux mains des Britanniques.
De 1981 à 1983, Ridley est le secrétaire financier du Trésor.

### Secrétaire d'État aux transports
Après l'élection 1983, Ridley, toujours considéré par Margaret Thatcher comme «l'un d'entre nous», rejoint son Cabinet en tant que Secrétaire d'État aux Transports. Il y joue un rôle majeur dans les préparatifs en vue d'une perte potentielle des approvisionnements en charbon, ce qui s'est avéré un facteur important pour le résultat de la grève des mineurs. Ridley est depuis longtemps parfaitement conscient de la menace que les syndicats pouvaient faire peser sur l'exécution des politiques conservatrices et, à la suite des difficultés syndicales du gouvernement de Heath, a rédigé le plan Ridley, qui définit les moyens de traiter avec les syndicats et est un prototype pour les développements ultérieurs. Le gouvernement Thatcher attache une importance considérable au fait d'être correctement préparé pour une grève majeure des mineurs et se retire d'une confrontation avec les mineurs lors de son premier Parlement. Au moment où les mineurs ont fait grève, à partir du début de mars 1984, des efforts considérables ont été déployés pour assurer la disponibilité du charbon stocké dans les centrales électriques, les travailleurs des transports non syndiqués et les centrales au mazout.
Il supervise la déréglementation des bus avec la loi de 1985 sur les transports, précurseur de la privatisation des services de bus. Cela conduit à une période de concurrence intense entre les compagnies de bus, connue à l'époque sous le nom de guerre des bus et à la croissance spectaculaire de Stagecoach, First Group et les autres grands opérateurs de bus.
Jamais loin de la controverse, Ridley doit s'excuser à la suite du désastre du Herald of Free Enterprise en 1987, pour avoir remarqué qu'il ne poursuivrait pas une politique particulière "avec les portes avant ouvertes". Le navire avait chaviré, faisant 193 morts, en naviguant avec ses portes avant ouvertes.

### Secrétaire d'État à l'environnement
En tant que secrétaire d'État à l'environnement de 1987 à 1989, on lui attribue la vulgarisation de l'expression NIMBY or Not in My Back Yard pour décrire ceux qui s'opposent instinctivement à tout développement local de nuisances près de chez eux. Il est bientôt révélé que Ridley s'opposait à un développement de logements à bas prix près d'un village où il possédait une propriété. Plus important encore, il est le ministre du Cabinet responsable de l'introduction de la Poll tax (officiellement connue sous le nom de taxe communautaire), une politique qui suscite une ovation debout lors de la conférence du Parti conservateur au cours de laquelle elle est annoncée, et des émeutes à travers le pays quand elle est mise en œuvre. Ridley réduit le calendrier de mise en œuvre de 5 à 2 ans, ce qui a permis aux opposants d'identifier plus facilement les «perdants» et d'obtenir un soutien pour la protestation.

### Secrétaire d'État au commerce et à l'industrie
Le 13 juillet 1990, il est contraint de démissionner de ses fonctions de Secrétaire d'État aux Affaires, à l'Énergie et à la Stratégie industrielle à la suite d’une interview publiée par The Spectator. Il a décrit le projet d'Union économique et monétaire comme "un racket allemand destiné à prendre le contrôle de toute l'Europe" et déclare que céder la souveraineté à l'Union européenne est aussi grave que de la céder à Adolf Hitler. L'interview est illustrée par un dessin représentant Ridley en fuite après avoir ajouté une moustache hitlérienne à une affiche du chancelier allemand Helmut Kohl. Même si Ridley n'était pas l'un des membres du gouvernement les plus puissants, il est considéré comme un loyaliste thatchérite et son départ est une rupture significative dans leurs rangs. Margaret Thatcher elle-même doit démissionner quatre mois plus tard.

### Baron Ridley de Liddesdale
Le 28 juillet 1992, Ridley est créé pair à vie avec le titre de baron Ridley de Liddesdale, de Willimoteswick dans le comté de Northumberland. Bien qu'il soit un libre-échangiste, en janvier 1993, Ridley se prononce contre la privatisation des chemins de fer et, lorsqu'il est au gouvernement, a déconseillé à Thatcher de le faire. Le discours final qu'il prononce est un discours contre le traité de Maastricht le 17 février 1993 à la Chambre des lords  auquel il s'est toujours opposé avec véhémence et a voté contre en 1991. Dans un article du Times écrit quelques jours avant sa mort, il suggère que les riches devraient être davantage taxés pour aider la Grande-Bretagne à sortir de la récession .
Ridley est également secrétaire du Canning Club, conseiller du Castle Ward Rural District Council et membre du comité exécutif du National Trust.

## Vie privée
Il épouse Clayre Campbell, fille d' Alistair Campbell, 4e baron Stratheden et Campbell. Ils divorcent en 1974. Ils ont trois filles, dont la travailleuse sociale Susanna Rickett, la créatrice et écrivaine Jessica Ridley et l'historienne Jane Ridley, professeur d'histoire à l'Université de Buckingham. Il est un aquarelliste passionné et un photographe.
En 1990, invité à commenter la démission de son collègue du cabinet Norman Fowler qui a donné comme raison de sa démission le souhait de «passer plus de temps avec ma famille», Ridley plaisante en disant que la dernière chose qu'il voulait faire était de passer plus de temps avec sa famille . La marionnette de Ridley sur Spitting Image a toujours été représentée avec une cigarette. Il est décédé d'un Cancer du poumon le 4 mars 1993.